# Mikaele Seo
Mikaele Seo, né le 27 décembre 1971 à Uvea (Wallis-et-Futuna), est un homme politique français.
Conseiller territorial à  l'Assemblée territoriale depuis 2017 et député suppléant de Sylvain Brial, il lui succède et est élu député de la circonscription de Wallis-et-Futuna aux élections législatives de 2022.

## Biographie
Mikaele Seo nait le 27 décembre 1971 à Uvea (Wallis-et-Futuna). Il a travaillé comme agent d'entretien dans un collège de Wallis. Il est père de deux filles.

## Parcours politique
Mikaele Seo a intégré l'Assemblée territoriale de Wallis-et-Futuna en 2017 comme représentant du district de Mu'a, siège qu'il conserve aux élections élections territoriales de 2022. Il est président de la commission permanente de l'Assemblée.
Il se présente à l'élection législative de 2022 à Wallis-et-Futuna, prenant la suite de Sylvain Brial victime d'un AVC en 2019. Soutenu par la majorité à l'Assemblée territoriale, il est élu au second tour avec 50,11 % des voix face à Etuato Mulukiha'amea. S'il n'a pas été investi par la coalition Ensemble, il déclare toutefois son intention de siéger au sein de la majorité présidentielle et son groupe Renaissance à l'Assemblée,.
Un recours est déposé au Conseil Constitutionnel contre son élection, qu'il a remporté avec seulement 16 voix sur son adversaire Etuato Mulukiha'amea. Ce recours est toutefois rejeté en janvier 2023.
En juin 2024, à la suite de la dissolution de l'Assemblée nationale, il est candidat à sa réélection. Il est réélu dès le premier tour, avec 62% des voix.